# Chamaecrista rufa
Chamaecrista rufa là một loài thực vật có hoa trong họ Đậu. Loài này được (M.Martens & Galeotti) Britton miêu tả khoa học đầu tiên.